# Mitsukuri Kakichi

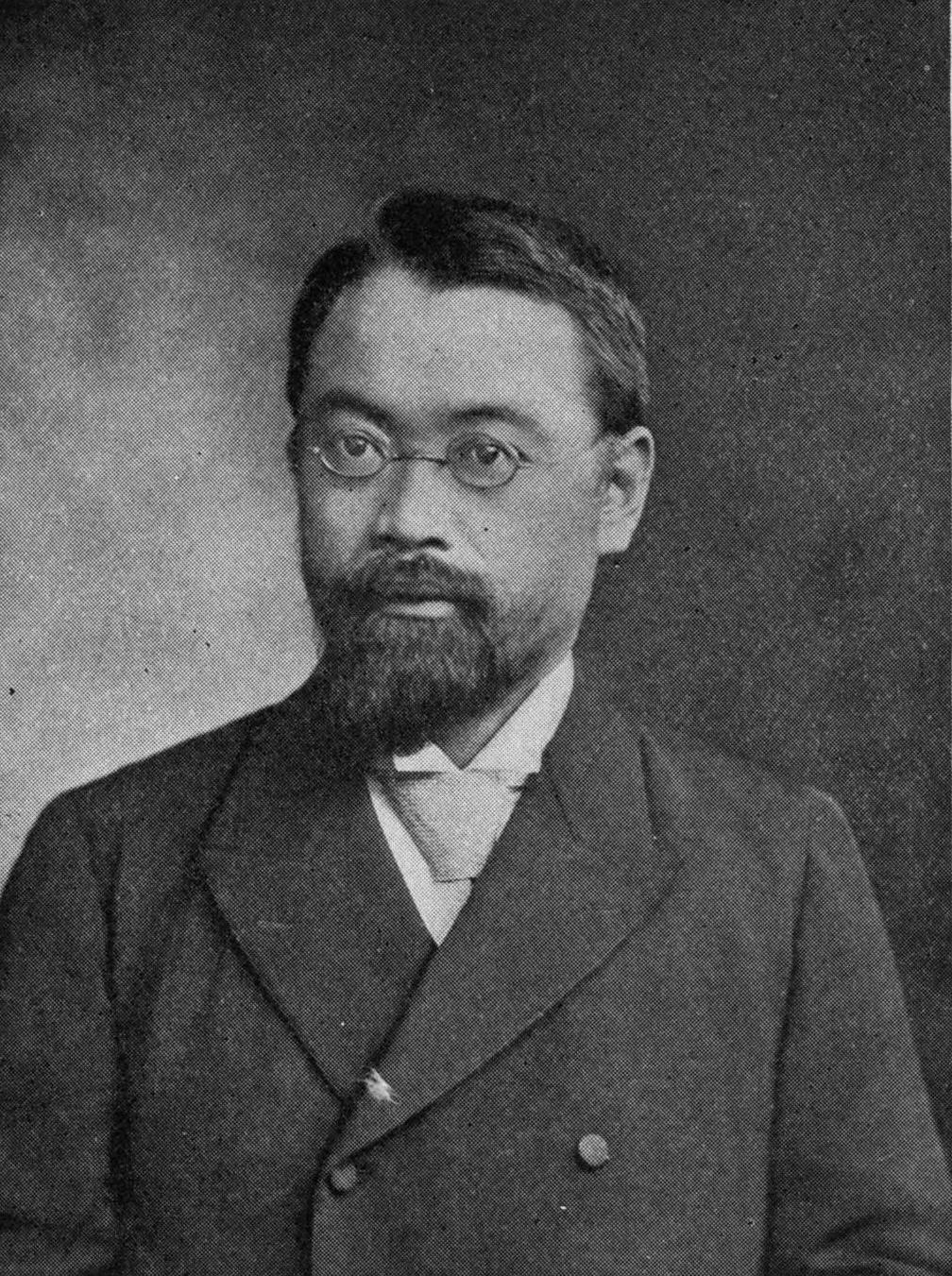
Mitsukuri Kakichi

Mitsukuri Kakichi (japanisch 箕作 佳吉; geb. 15. Januar 1858 in Edo; gest. 16. September 1909) war der erste japanische Professor für Zoologie in Japan.

## Leben und Werk
Mitsukuri Kakichi war der dritte Sohn des Arztes des Tsuyama-Han Mitsukuri Shūbei (箕作秋坪; 1826–1886) und der jüngere Bruder von Kikuchi Dairoku. Kakichi studierte an der „Keiō Gijuku“ (慶應義塾), der Vorläufereinrichtung der heutigen Keiō-Universität, und dann an der „Daigaku Nankō“ (大学南校), heute Teil der Universität Tōkyō. 1873 ging er in die USA und bildete sich an einer Schule in Hartford (Connecticut), am Rensselaer Polytechnic Institute, an der Yale-Universität und an der Johns-Hopkins-Universität in Zoologie weiter. 1881 besuchte er England, bevor er nach Japan zurückkehrte.
Nach seiner Rückkehr wurde er der erste japanische Professor für Zoologie an der Universität Tōkyō. Von 1901 bis 1907 war er Dekan der Naturwissenschaftlichen Fakultät seiner Universität.
Mitsukuri war ein Pionier in Japan, was Taxonomie und Embryologie anbetraf. Er setzte sich 1886 ein – wohl angeregt vom in Japan tätigen Zoologen Ludwig Döderlein –  für die Gründung der „Misaki Marine Biological Station“ (三崎臨海実験所, Misaki rinkai jikken-jo) der Universität Tōkyō in der artenreichen Sagami-Bucht (Präfektur Kanagawa). Er erforschte Schildkröten und Seegurken, beschäftigte sich mit der Perlenzucht und leistete ganz allgemein einen Beitrag zur Entwicklung und Ausbildung in Biologie. Die Familie der Koboldhaie wurde nach ihm benannt.